# Помилка асоціації
Помилка асоціації — це індуктивна неформальна помилка поспішного узагальнення або типу червоного оселедця і який стверджує, шляхом нерелевантних асоціацій і часто через звернення до емоцій, що якості однієї речі за своєю суттю є якостями іншої. Два типи помилок асоціації іноді називають вина за асоціацією та честь через асоціацію.

## Форма

Діаграма Венна, що ілюструє помилку асоціації. Хоча A знаходиться всередині B і також знаходиться в C, не весь B знаходиться в межах C.

У нотації логіка першого порядку цей тип помилки можна виразити як (∃x ∈ S :  φ(x)) ⇒ (∀x ∈ S : φ(x)), що означає «якщо в наборі S існує будь-яке x, щоб властивість φ була істинною для x, тоді для всіх x в S властивість φ має бути істинною.»
Представлення: А є Б
Представлення: A також є C
Висновок: Отже, всі B є C
Помилку в аргументі можна проілюструвати за допомогою діаграми Ейлера: «A» задовольняє вимозі, що вона є частиною обох наборів «B» і «C», але якщо хтось представляє це як діаграму Ейлера, чітко видно, що можливо, що частина множини «B» «не» є частиною множини «C», що спростовує висновок, що «всі B є C».

## Вина за асоціацією

### Приклади
Деякі силогістичні приклади провини за асоціацією:
- Джон — шахрай. У Джона чорне волосся. Тому всі люди з чорним волоссям шахраї.
- Лайл — кривий продавець. Лайл пропонує монорейку. Тому монорейка — це дурість.
- Джейн добре знає математику. Джейн дислексик. Тому всі люди з дислексією добре володіють математикою.
- Саймон, Карл, Джаред і Бретт — друзі Джоша, і всі вони дрібні злочинці. Джилл — друг Джоша, який був присутній, коли він скоїв дрібний злочин; тому Джилл — дрібний злочинець.

### Вина за асоціацією як помилка «ad hominem»
Вина за асоціацією іноді також може бути типом помилки ad hominem, якщо аргумент атакує людину через схожість між поглядами того, хто аргументує, та іншими прихильниками аргументу.
Ця форма аргументації має такий вигляд:
- Група А висуває конкретну претензію.
- Група B, яка наразі негативно сприймається деякими, висловлює те саме, що і група A.
- Таким чином, група А розглядається як пов'язана з групою B, а тепер також сприймається негативно.

Прикладом цієї помилки може бути «Мій опонент на посаді щойно отримав схвалення від Асоціації ненависників цуценят. Це та людина, за яку ви хотіли б проголосувати?»

### Честь за асоціацією
Відповідним поняттям «вина за асоціацією» є «честь через асоціацію», коли хтось стверджує, що хтось або щось має бути авторитетним через людей чи організації, які мають до цього відношення чи іншим чином підтримують це.
Приклади:
- Громадяни країни X отримали більше Нобелівських премій, золотих медалей і літературних нагород, ніж громадяни країни Y. Отже, громадянин країни X вищий за громадянина країни Y.
- Гері має тип голосу та вимову, що справляє довірливе враження. Гері — продавець автомобілів і каже клієнтам, що його машини в хорошому стані. Тому машини в хорошому стані.
- У багатьох рекламних оголошеннях підприємства активно використовують принцип честі через асоціацію. Наприклад, привабливий представник скаже, що конкретний продукт хороший. Привабливість представника викликає у продукту хороші асоціації.

## Галілео Гамбіт
Форма помилки асоціації, яку часто використовують ті, хто заперечує усталену наукову або історичну пропозицію, — це так званий гамбіт Галілея. Аргумент виглядає так: Галілей свого часу висміювався за його наукові спостереження, але пізніше був визнаний правим; прихильник стверджує, що оскільки їхні відмінні від загальноприйнятих погляди викликають глузування та неприйняття з боку інших учених, вони пізніше будуть визнані правильними, як і Галілей. Гамбіт хибний, оскільки висміювання не обов'язково співвідноситься з тим, щоб мати рацію, і що багато людей, яких висміяли в історії, насправді були неправі. Так само Карл Саган заявив, що люди сміялися над такими геніями, як Колумб і брати Райт, але «вони також сміялися з Клоуна Бозо».